# Büdös-szék
A Büdös-szék, hivatalos nevén Dongér-tó egy időszakos szikes tó Pusztaszertől keletre, a Csaj-tótól 4 km-re délnyugatra, Csongrád-Csanád vármegyében. A Baksi-pusztával együtt itt több ezer hektáros összefüggő gyepterületen keresztül halad két földrajzi nagytáj, a Kiskunság és az Alsó-Tisza-vidék határa. A fokozottan védett madárrezervátum a Pusztaszeri Tájvédelmi Körzet része.

## Földtörténeti múlt
A puszta felszínét a szél, illetve a Duna és a Tisza folyók áradásai alakították. A felszínen homokot, löszt és öntéstalajokat találunk.
Az uralkodó északnyugati széljárás helyenként elhordta a homokot és deflációs mélyedéseket formált, melyekben esővíz és rétegvíz gyűlt össze. Ezek a tavak nyaranta rendszerint kiszáradtak, majd fokozatosan elszikesedtek. Az így kialakult szikes tavakban speciális növény- és állatvilág jött létre.

## Domborzati viszonyok
A szikes tó és környezete 85 m körüli tengerszint feletti magasságon található. A viszonylag sík vidékből csak a pusztaszeri kunhalmok magasodnak ki. Ezek közül talán a tóhoz közeli Nagycsászárné-halma a legmagasabb.

## Talajviszonyok
A puszta nyugati részére a szoloncsák típusú szikes talaj a jellemző, míg a keleti oldalon az oszlopos, szerkezetes szolonyec szik is, ami inkább a Tiszántúl szikeseire jellemző. A teljes pusztán foltokban löszhátak és szikpadkák emelkednek a nedves szikes rétek fölé. Az északnyugati oldalon a Kiskunságra jellemző futóhomok félszigetszerűen fedi a szikes talajt.

## Vízrajzi sajátosságok
Az időszakos szikes tó 60 ha területű.  Sekély vizű, átlagosan 25–50 cm mély. Valószínűleg az egykori Dong-ér meder kiöblösödött része. Régi hivatalos neve ezért Dongér-tó, viszont a helyi lakosság Büdös-szék néven ismeri. Az északról a pusztára érkező Gyenes-széki csatorna a Gömöri-szék, a Szabó-tó és a Fülöp-tó szikes vizét hozza.
A pusztán lévő további időszakos vizek a Vesszős-szék, a Rontó, illetve egy névtelen szikes mocsár.

## Tájtörténeti elemzés
200 évvel ezelőtti, katonai célból készült térképeken a puszta még egybefüggő legelőnek látszik; a kis méretű mocsarak árvíztől nem függenek, hálózat nélküliek, de már a jelenkorihoz hasonlóak. Csak homokhátak tagolják a puszta nyugati szélét. A Büdös-széket és a Vesszős-széket szikes tónak jelölik. A Büdös-széket eléri a Dong-ér egyik ága.
Az 1800-as évek első felében sok szántó látható a puszta peremén és belsejében is, a mocsarak nem kisebbek, a vizenyős területek kiterjedése nagyobb. A táj erdőtlen.
Az 1800-as évek második felében megjelennek a pusztaszéli tanyák, tanyasorok. Egyre több erdőt a telepítenek, kevesebb a mocsár. A puszta belső tömbje továbbra is egységes.
A 20. század közepére készül el a Dong-éri főcsatorna. Ebben az időszakban található a környéken a legtöbb szántó és tanya. A Büdös-szék továbbra is szikes tó, de a Vesszős-széket már lecsapolták. Több apró löszhátat pusztai szántóvá, illetve erdővé alakítottak.
Az állattartás jelentős szerepet játszik a szikes puszta növényzetének kialakításában. A mára időskorú pusztai tölgyerdő-foltok szép látványt nyújtanak, és az állatvilág fennmaradása szempontjából szintén jelentősek. Mára a tanyák nagy része a szövetkezei korszaknak köszönhetően eltűnt.
A tanyavilágból csak egyetlen épületcsoport maradt fenn, a nemzeti park kutatóházai és az azokkal szomszédos házak.

## Növénytani értékek
A  terület két flórajárás, a Pannóniai flóratartomány Alföld flóravidékének Tiszántúli és Duna-Tisza közi flórajárásainak határán található. A változatos talajokon sajátos módon keverednek a Kiskunság homokpusztai növényei az ürmös-csenkeszes szikes puszta fajaival. A két táj határa jól felismerhető.
A puszta védett növényei közül megemlítendő a törpe nőszirom, amely több színárnyalatban, a leggyakrabban citromsárga vagy ibolyakék színben virágzik. Szeptemberben rendszeresen virágzik a vetővirág, amely levelét és termését tavasszal hozza.
Az orchideák közül leggyakoribb az agárkosbor. Az érintetlen löszös partokon áprilisban virágzik. Közel ugyanebben az időszakban nyílik a pókbangó néhány százas állománya. A szikes pusztán élő endemikus növény, az erdélyi útifű májusban hozza fehér füzérvirágzatát. A löszre jellemző macskahere a puszta baksi részén öt foltban júniusban virágzik.

## Állattani értékek
A Büdös-szék igazi értékét a madárvilága adja. A rezervátum a fészkelő, a vonuló, az átnyaraló és az áttelelő madarak számára is fontos élőhely. A rendszeres megfigyelések során napjainkig 232 madárfaj előfordulását sikerült bizonyítani, melyek közül közel 80 a fészkelők száma.
A fészkelő fajok közül a legjelentősebbek a sziki madarak. A gólyatöcs a Büdös-szék mellett a Vesszős-széken is rendszeresen költ. A gulipán egyes években a tó zátonyain telepesen fészkel. Sziksós kopárokon költ a széki lile. Büdös-széken a 2000-es években rendszeresen észlelték jelenlétét. Az apró füvű legelőn az ugartyúk fészke is rendszeresen előkerült. Fészkel még itt a nagy goda, a piroslábú cankó és a bíbic is. A területet szegélyező erdőkben néhány párból álló kék vércse telep alakult ki.
A nyáron kiszáradó tómeder több tízezer madárnak biztosít éjszakázóhelyet. Bíbicek, pólingok, gólyák, danka- és sárgalábú sirályok ezrei érkeznek ide. Az őszi csapadék hatására a tóban ismét víz jelenik meg. Ekkor a darvak és a vadludak száma közelíti meg a húszezret. Télen magevő madárfajok csapataival találkozhatunk.
A Büdös-szék védett természeti terület fokozottan védett része. Kezdetben Pusztaszer község tanácsa nyilvánította helyileg védetté 1960-ban, majd 1965-ben 443 ha kiterjedésben országos jelentőségű védett természeti területet jelöltek ki. A Pusztaszeri Tájvédelmi Körzet részévé 1976-ban vált a puszta teljes területe.
Ma a Ramsari egyezmény hatálya alá eső nemzetközi jelentőségű vizes élőhely és Natura 2000 terület. Természetvédelmi kezelő szerve a Kiskunsági Nemzeti Park Igazgatóság. A tó mellett kutatóház található.